# Junk science
Le terme junk science (« science poubelle » ou « science camelote ») est un anglicisme désignant des recherches ou des données qui se prétendent scientifiques mais qui sont corrompues, au niveau de leur méthodologie et/ou de leur objectivité, par négligence, ignorance, ou fraude. Ces données pseudoscientifiques peuvent servir des intérêts idéologiques ou commerciaux.

## Fonctionnement
La junk science désigne la publication d'articles scientifiques biaisés ou partisans, qui ne devraient normalement pas passer la barrière fatidique de l'évaluation par les pairs qui fonde la science, grâce à divers stratagèmes. Parmi ceux-ci, on note : 
- la falsification des résultats (les faisant apparaître significatifs alors qu'ils ne le sont pas, permettant la publication dans des revues peu regardantes) ;
- la publication de complaisance (« revues prédatrices »[2] mercantiles ou financées par des groupes d'intérêts, pressions diverses sur les éditeurs)
- enfin le contournement pur et simple de la procédure de publication scientifique, notamment par l'auto-publication (généralement la publication d'un livre chez un éditeur non scientifique au lieu d'un article devant être vérifié par le comité de lecture d'une revue spécialisée et reconnue par la communauté scientifique).

Depuis 1975, le taux de rétractation pour fraude d'articles publiés dans les revues scientifiques a été multiplié par dix du fait de la prolifération toujours croissante de junk science. Cela n'empêche pas la prolifération, selon une enquête coordonnée par Le Monde, de « sociétés peu scrupuleuses [qui] créent à foison de fausses revues scientifiques qui acceptent de publier, moyennant finances, des travaux parfois fragiles, voire carrément frauduleux ou fantaisistes ». L'enquête a révélé l'existence de plus de 10 000 « revues prédatrices » obéissant à cette définition (le site Quackwatch.org publie une autre liste, centrée sur la médecine). Selon les journalistes, celles-ci « contribuent à construire une science « parallèle », susceptible de tromper les administrations publiques, les entreprises, et même parfois les institutions scientifiques elles-mêmes ». 
La junk science trompe rarement les spécialistes (en tout cas en ce qui concerne les « sciences dures », où les protocoles sont réplicables), d'autant qu'elle est en général publiée dans des revues confidentielles que personne ne lit (et auxquelles personne ne prend la peine d'adresser des commentaires publics). Elle prospère cependant à grand renfort de communiqués de presse, les journalistes n'ayant en général pas la formation scientifique suffisante pour repérer les protocoles douteux ou les revues sans crédibilité - ni souvent la déontologie suffisante pour contacter d'autres scientifiques afin de vérifier la crédibilité du scoop. Le marketing viral fait le reste, ces études ayant souvent des prétentions fracassantes sur des sujets porteurs, très compatibles avec un large partage sur les réseaux sociaux.

## Les secteurs les plus touchés
« Les années 2000 ont été le décor du lobbying de ces “marchands de doute” et de leurs études sponsorisées dissimulant les dangers de leur chimie, de leurs sodas, de leurs gaz à effet de serre. Mais elles furent aussi, sans nul doute, celles du grand dévoilement. »

— Stéphane Foucart, Stéphane Horel et Sylvain Laurens, auteurs du livre Les gardiens de la raison : Enquête sur la désinformation scientifique.
Les secteurs scientifiques les plus touchés par la junk science sont de deux types : 
- les secteurs à forts enjeux économiques, dans lesquels la vente d'un produit peut s'appuyer sur ces prétendues « études scientifiques » : santé, alimentation, bien-être, technologies, environnement, etc. ;
- les secteurs à forts enjeux idéologiques : paléontologie (pour ce qui concerne le créationnisme), archéologie, histoire, biologie humaine, climatologie, sociologie.

Historiquement, c'est le secteur du tabac américain qui a été le premier lobby à produire massivement de la désinformation scientifique, comme l'ont révélé des informations confidentielles déclassifiées dans les années 1990. Ont suivi les secteurs du pétrole (avec en particulier l'affaire ExxonMobil), du plastique, des pesticides et de l’alcool. 

## Un test grandeur nature: le chocolat qui fait maigrir
En 2015, une équipe de chercheurs allemands (menée par le Dr Johannes Bohannon) tenant à vérifier la viralité d'une fausse information basée sur de la junk science a publié une étude complètement farfelue suggérant (sans preuves tangibles) que le chocolat ferait maigrir. Les réactions dans la presse ne se firent pas attendre : 
- le Huffington Post Indes titra « Excellentes Nouvelles : le chocolat peut vous aider à perdre du poids » ;
- Le Daily Mail du Royaume-Uni « Passez l’œuf de Pâques ! Une nouvelle étude révèle que la consommation de chocolat ne va pas affecter votre indice de masse corporelle… et peut même vous aider à perdre du poids ! »
- Modern Healthcare : « Un régime amaigrissant ? Ne pas oublier le chocolat. »
- Bild (journal au plus fort tirage d’Europe) « Maigrir par le chocolat ! »[5], etc.

Aucun journaliste n'a à aucun moment questionné la validité de cette étude, qui n'avait pourtant aucune apparence de sérieux, se contentant de reprendre les communiqués de presse triomphants sans demander leur avis à d'autres scientifiques. 
Après la révélation de la duperie, Bohannon déclara :

« Pas une seule personne n’a revérifié nos recherches. Personne n’a cherché l’avis d’experts indépendants. Personne ne [nous] a posé des questions sur d’éventuelles inexactitudes dans [notre] travail. Je suis choqué par la gravité de ce type de comportement. »